# 진례초등학교
진례초등학교는 대한민국 경상남도 김해시 진례면 초전리에 위치한 학교이다.

## 학교 연혁
- 1926년 3월 31일 진례공립보통학교 개교
- 1938년 4월 1일 진례동공립심상소학교로 개칭[1]
- 1941년 4월 1일 진례동공립국민학교로 개칭[2]
- 1946년 9월 1일 진례국민학교 개칭
- 1969년 3월 1일 신월분교 분리(4학급)
- 1981년 1월 31일 병설유치원 개원(1학급)
- 1986년 3월 11일 특수학급 개설
- 1994년 3월 1일 신월국민학교 통합
- 1996년 3월 1일 진례초등학교로 교명 변경[3]
- 2009년 2월 10일 진향관 준공
- 2016년 3월 2일 제34대 이학정 교장 부임
- 2020년 2월 14일 제91회 졸업(총 졸업생 10,349명)
- 2020년 3월 1일 제35대 최선희 교장 부임

## 참고 자료
- 진례초등학교 - 한국교육학술정보원 학교알리미